# حركة التحرير الروسية
حركة التحرير الروسية (بالروسية: Русское Освободительное Движение)‏ كانت حركة داخل الاتحاد السوفيتي سعت إلى إنشاء قوة مسلحة معادية للشيوعية خلال الحرب العالمية الثانية من شأنها الإطاحة بنظام جوزيف ستالين. شملت هذه الحركة كل من الروس وشعوب القوميات الأخرى التي تعيش داخل الاتحاد السوفيتي، وفي هذه الحالة يشار إليها باسم حركة تحرير شعوب روسيا (بالروسية: Освободительное Движение Народов России)‏.

## التاريخ
بدأت الحركة بشكل تلقائي عند اندلاع الحرب السوفيتية الألمانية في يونيو 1941. بدأ المهاجرون الروس البيض، من قدامى المحاربين في الحركة البيضاء، في البحث عن آذان متعاطفة في القوات المسلحة الألمانية ( الفيرماخت ) ومحاولة إيجاد وسيلة لإنشاء وحدات مسلحة يمكن استخدامها على الجبهة الشرقية (مثل الفيلق الروسي ). وفي الوقت نفسه، تحول بعض الضباط السوفيت الأسرى، بما في ذلك الجنرال أندريه فلاسوف. بدأت دائرة الدعاية الألمانية في استغلال فكرة جيش التحرير الروسي (الذي لم يكن موجودًا) من أجل تشجيع الانشقاقات وطباعة منشورات الدعاية التي تشجع على الاستسلام وإسقاطها في المناطق السوفيتية.